# Provincia di Cattaro
La provincia di Cattaro, esistita dal 1941 al 1943, era una suddivisione amministrativa del Governatorato di Dalmazia istituita durante la Seconda guerra mondiale, secondo il regio decreto legge del 18 maggio 1941 nº 452 e quanto stabilito dal regio decreto legge del 7 giugno 1941 nº 453. L'istituto fu poi mantenuto in essere dalla Wehrmacht per un altro anno dopo la resa italiana e fino all'autunno del 1944.

## Caratteristiche
Se la struttura del Governatorato della Dalmazia aveva la funzione transitoria di introdurre progressivamente la legislazione nazionale nella regione, il governo di Roma decise di istituire fin dall'inizio degli enti che prefigurassero la piena creazione degli ordinari uffici provinciali dopo la fine della guerra.
La Provincia di Cattaro comprendeva i centri di Cattaro, Perasto, Castelnuovo, con un piccolo entroterra per una superficie totale di circa 547 km² e 39 800 abitanti. Aveva quindi un territorio che seguiva grosso modo i vecchi limiti veneziani ed austriaci, a cui si aggiungevano la Val di Canali (note come Konavlje, Konavli e Konavle) con Gruda e l'isola di Saseno di fronte a Valona, sulle coste dell'Albania, che era stata scorporata dalla provincia di Zara, di cui aveva fatto parte dal 1920. 
Comprendeva anche un territorio appartenente all'estremo inferiore della Dalmazia croata, comprendente il centro abitato di Gruda.
La popolazione era a maggioranza slava, ma vi erano circa tremila italiani residenti quasi tutti a Cattaro e Perasto: molti di loro si dichiaravano "autoctoni", ossia discendenti dai dalmati italiani che abitavano l'area fin dal medioevo. 
Nell'estate 1943, di fronte alle notizie che giungevano dalla Sicilia invasa dagli angloamericani, la resistenza partigiana slava intensificò fortemente gli attacchi nella zona, tanto che il governo Badoglio fu costretto a decretare lo stato d'assedio e l'amministrazione militare diretta, sgomberando il personale civile. Dopo l'annuncio dell'armistizio di Cassibile la Wehrmacht attaccò il territorio, che resistette per diversi giorni sotto assedio, capitolando il 15 settembre. I tedeschi tennero quindi Cattaro sotto il loro diretto controllo per un anno, considerandolo punto militare strategico, fino all'arrivo delle truppe di Tito il 21 novembre 1944.

## Comuni della Provincia

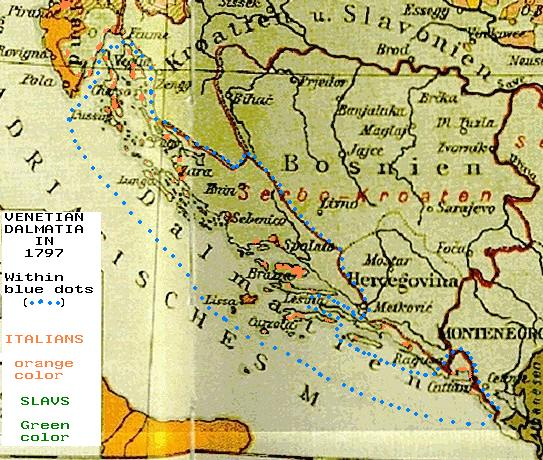
Mappa linguistica austriaca del 1896, su cui sono riportati i confini (segnati con pallini blu) della Dalmazia veneziana nel 1797. In arancione sono evidenziate le zone dove la lingua madre più diffusa era l'italiano, mentre in verde quelle dove erano più diffuse le lingue slave

I 15 comuni della Provincia di Cattaro erano i seguenti:.
- Cattaro / Cotor (Kotor)
- Cartolle / Krtole
- Castelnuovo di Cattaro / Hercegnovi (Herceg Novi)
- Dobroto / Dobrota
- Gruda / Gruda
- Lastua Inferiore / Donia Lastovo (Donja Lastva)
- Lustizza / Lustiza (Luštica)
- Mulla / Muo
- Perasto / Perast
- Perzagno / Prčanj
- Risano / Risan
- Stolivo Inferiore / Donji Stoliv
- Sutorina / Sutorina
- Teodo / Tivai (Tivat)
- Zuppa / Grbali

## Prefetti della Provincia
- Francesco Scassellati Sforzolini (7 giugno 1941 - 15 giugno 1943)
- Mario Pigli (15 giugno 1943 - 15 agosto 1943)
- Umberto Sciorilli Borrelli (1º settembre 1943 - 15 settembre 1943)

Comandante militare di Cattaro
- Hermann Fischer (30 settembre 1943 - 1º ottobre 1944)